# Nephus peyerimhoffi
Nephus peyerimhoffi é uma espécie de insetos coleópteros polífagos pertencente à família Coccinellidae.
A autoridade científica da espécie é Sicard, tendo sido descrita no ano de 1923.
Trata-se de uma espécie presente no território português.